# Detmarus Wigemannus
Detmarus Wigemannus war unter der Dienstbezeichnung magister burgencium Bürgermeister der Stadt Brilon von 1260 bis 1277.
Bei Stadtfehden stand der Bürgermeister der städtischen Streitmacht vor, auch hatte er das Recht zur Begnadigung von harten Verurteilungen durch das Stadtgericht bei Straftaten. Er konnte bei Todesstrafe begnadigen.
In einer Urkunde von 1277 in der Landes- und Rechtsgeschichte des Herzogthums Westfalen: Bd. Urkunden. 1. Bd von Seibertz wird er als Detmarus judex wigemannus magister burgensium in brilon bezeichnet.